# Osljabja
Osljabja (rusky Ослябя) byla druhá ze tří bitevních lodí třídy Peresvet postavených pro ruské carské námořnictvo v 90. letech 19. století, ačkoli zpoždění stavby způsobilo, že byla dokončena jako poslední. Loď byla součástí druhé tichomořské eskadry vyslané na Dálný východ během rusko-japonské války v letech 1904–05 a sloužila jako vlajková loď kontradmirála barona Dmitrije von Fölkersama. Osljabja byla potopena 27. května 1905 v bitvě u Cušimy a stala se první "ocelovou" bitevní lodí, která byla potopena samotnou námořní palbou. Zdroje se liší v přesném počtu obětí, ale více než polovina její posádky klesla ke dnu s lodí.